# Hypomyces chlorinigenus
Hypomyces chlorinigenus är en svampart som beskrevs av Rogerson & Samuels 1989. Hypomyces chlorinigenus ingår i släktet Hypomyces och familjen Hypocreaceae.   Inga underarter finns listade i Catalogue of Life.